# Margaret Walker
Margaret Abigail Walker Alexander (Birmingham, 7 luglio 1915 – Chicago, 30 novembre 1998) è stata una poetessa e scrittrice statunitense.
Faceva parte del movimento letterario afroamericano di Chicago, noto come Chicago Black Renaissance. Le sue opere più importanti includono For My People (1942), che vinse il concorso Yale Series of Younger Poets, e il romanzo Jubilee (1966), ambientato nel sud durante la guerra civile americana.